# Švedski šahovski savez
Švedski šahovski savez (šve. Sveriges Schackförbund), krovno tijelo športa šaha u Švedskoj. Sjedište je u Uppsali. Švedska pripada europskoj zoni 1.3. Predsjednik je Ted Gemzell (ažurirano 21. listopada 2019.).

## Vanjske poveznice
- Službene stranice